# Осада Антиохии (1268)
Осада Антиохи́и — захват мамлюками в 1268 году Антиохии. Город уже испытывал осады в 1097 и 1098 годах. До осады Антиохийское княжество уже почти полностью было завоевано мусульманами (Бейбарс I в переговорах о сдаче города даже присвоил себе титул «князь Антиохийский»), и падение города было лишь символическим завершением падения всего княжества.

## Предыстория
В 1260 году мамлюкский султан Бейбарс I стал угрожать Антиохийскому княжеству, которое как вассал Армении оказывало поддержку монголам — традиционным врагам мамлюков. В 1265 году Бейбарс I взял Кесарию, Хайфу и Арсуф, и перебил их жителей. Через год Бейбарс I захватил Галилею и опустошил Киликийскую Армению.
Как отмечает Стивен Рансимен, задолго до осады города князь Боэмунд IV Антиохийский поселился при дворе графа Триполи. Поэтому в 1268 году антиохийские рыцари и гарнизон находились под командованием Симона Манселя, коннетабля, чья жена была армянкой и приходилась родственницей жене Боэмунда IV.

## Осада
В 1268 году Бейбарс I осадил Антиохию, которая была «плохо защищена и оставлена большинством жителей». Перед тем, как мамлюкские войска осадили город, коннетабль Симон Мансель вместе с группой рыцарей предпринял неудачное нападение на мусульман, чтобы не допустить окружения города. Стены были в хорошем состоянии, но гарнизон был не в состоянии защитить их по всей длине. Мансель был захвачен во время кавалерийской атаки, и Бейбарс I приказал ему уговорить гарнизон сдаться. Однако гарнизон отказался капитулировать и продолжил оборону стен.
Город пал 18 мая (цитадель продержалась ещё два дня) после относительно слабого сопротивления. Антиохия была ослаблена предшествующей борьбой с Арменией и внутренней борьбой за власть, и жители города не раздумывая согласились на капитуляцию при условии, что их жизни будут сохранены.
Бейбарс I очень скоро забыл о своем обещании. Как только его войска вошли в город, он приказал запереть ворота и жестоко убить всех жителей. Считается, что 40 тысяч христиан были убиты и ещё 100 тысяч уведены в рабство. Потом, сетуя, что правитель Антиохии не присутствовал ни при осаде, ни при разграблении города, Бейбарс I приказал секретарю написать письмо Боэмунду IV с подробным описанием всех обстоятельств осады.
 'Смерть пришла к осажденным со всех сторон и по всем дорогам: мы убили всех, кого ты назначил охранять город или защищать подходы к нему. Если бы ты видел твоих рыцарей, попранных ногами лошадей, жен твоих подданных, выставленных на открытый торг; если бы ты видел перевернутые кресты, разорванные и брошенные по ветру листы из Евангелия, оскверненные гробницы твоих; если бы ты видел врагов твоих, попирающих священные для тебя места, монахов, священников и диаконов, одним словом, если бы ты видел твои дворцы, съедение огнём этого мира, полностью уничтоженные церкви Св. Павла и Св. Петра, ты бы воззвал «Молю, о Небеса, чтобы пылью я стал!» '. (Michaud, 1853)
Мишо после цитирования письма султана заключает:
 'Бейбарс I распределил добычу среди своих солдат, в том числе рабов [ …] Маленький мальчик стоил двенадцать дирхемов, маленькая девочка — пять дирхемов. В течение одного дня город Антиохия потерял всех своих жителей, и пожар, возникший по приказу султана, завершил это варварское дело. Большинство историков согласны в оценках, говоря, что четырнадцать тысяч христиан были убиты и сотни тысяч уведены в рабство.'

## Последствия
Крепость госпитальеров Крак-де-Шевалье пала через три года. Людовик IX, король Франции, начал Восьмой крестовый поход, чтобы компенсировать эти неудачи. При этом он отправился в Тунис вместо Константинополя, как его брат Карл I Анжуйский рекомендовал. Поход в итоге провалился.
К моменту своей смерти в 1277 году Бейбарс I загнал крестоносцев в несколько крепостей вдоль побережья, и христиане были изгнаны с Ближнего Востока в начале XIV века.